# Ferdinand Kürnberger

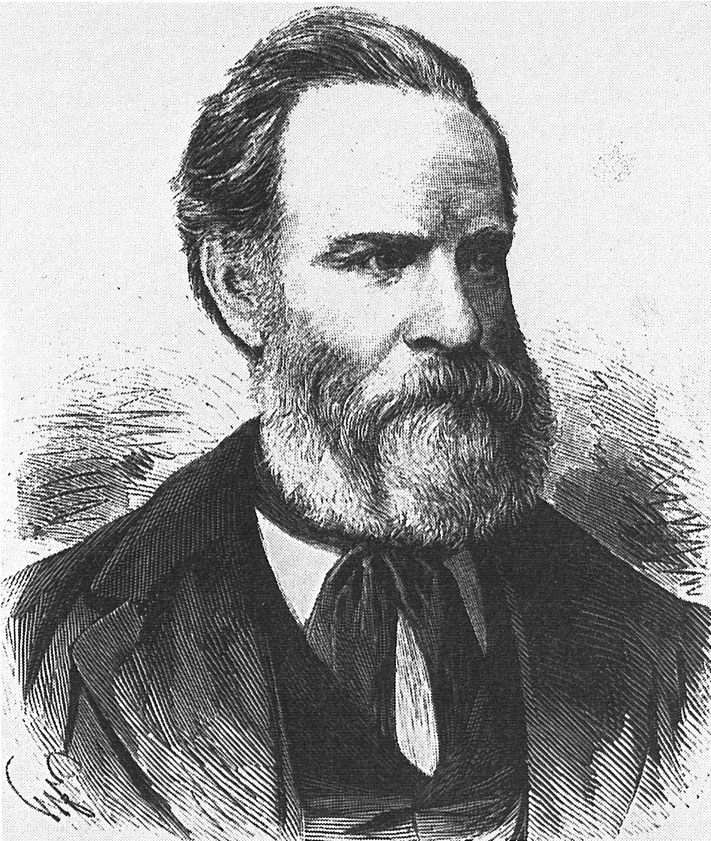
Ferdinand Kürnberger um 1875

Ferdinand Kürnberger (3. Juli 1821 in Wien – 14. Oktober 1879 in München) war ein österreichischer Schriftsteller.

## Leben
Ferdinand Kürnberger wurde am 3. Juli 1821 auf der Laimgrube, Obere Gestättengasse 140 (seit 1862 Luftbadgasse) in Wien geboren. Er stammte aus einem Arbeiterhaushalt: der Vater arbeitete als Laternenanzünder, die Mutter war Standlerin am Naschmarkt.
Schon früh distanzierte sich der junge Kürnberger von Österreich; für ihn war Deutschland das große fortschrittliche Vorbild. Er selbst empfand die heimischen Verhältnisse als geradezu „asiatisch, zurückgeblieben, faul dumm und tadelnswert“. Das österreichische Beamtentum bezeichnete er als „großäthiopisch“.
Er verdiente sich seinen Lebensunterhalt durch das Schreiben für mehrere Wiener Zeitungen, unter anderem für die Wiener Zeitung. Seine Beteiligung am Wiener Oktoberaufstand 1848 als Mitglied der Akademischen Legion zwang ihn zur Flucht nach Deutschland, wo er sich in Dresden niederließ. Wegen der unterstellten Beteiligung am Dresdner Maiaufstand im Jahr 1849 – tatsächlich waren nur seine Kappe und seine langen Haare der Verhaftungsgrund – wurde er inhaftiert; zehn Monate musste er im Gefängnis verbringen. Die Dresdner Schriftstellerin Auguste Scheibe organisierte seine Flucht. 1854, während Kürnberger in Deutschland war, starb sein Vater.
Im Jahre 1856 kehrte Kürnberger nach Wien zurück und veröffentlichte 1857 seine „Ausgewählten Novellen“. 1858 starb die Mutter. Als Generalsekretär der Deutschen Schillerstiftung (1867 bis 1870) arbeitete er in deren Zweigverein in Wien, der 1865–1869 Hauptsitz der Stiftung war. Journalistisch betätigte er sich unter anderem als Mitarbeiter der Deutschen Zeitung in den Jahren 1873–75 und 1879. Nachdem er wiederholt erfolglos versucht hatte, ans Burgtheater zu kommen, zog er sich von seiner Heimatstadt enttäuscht nach Graz zurück. Kurz vor seinem Tode verglich er sich mit dem ewigen Juden; sie hätten beide Leben und Tod mit scharfem Humor betrachtet. Kürnberger starb am 14. Oktober 1879 infolge einer Lungenentzündung in München während eines Besuches im Hause seines Freundes, des Malers Wilhelm von Kaulbach. Begraben liegt er in Mödling nahe der Grabkapelle eines seiner besten Freunde, Josef Schöffel.

## Wirken
In seinen Artikeln prangerte Kürnberger auf humorvolle Art und Weise immer wieder die Verhältnisse in seiner Heimatstadt (beispielsweise in Geglaubt und vergessen, 1866) und seinem Land an. So wurde er zu einem Chronisten der „Österreichischen“ und insbesondere der „Wiener Seele“. Karl Kraus zählte ihn neben Daniel Spitzer und Ludwig Speidel zu den sprachmächtigsten Autoren und zu seinen Vorbildern im historischen Wiener Feuilleton der liberalen Tagespresse.
Der Roman Der Amerika-Müde verarbeitet Nikolaus Lenaus Erfahrungen in USA. Selbst nie dort gewesen, schrieb Kürnberger sarkastisch und zunehmend bitterer von einem Land ohne Geist, beherrscht von Pragmatismus und Kapitalismus.
Max Weber zieht in seiner berühmten Schrift Die protestantische Ethik und der Geist des Kapitalismus die gleichen Sätze Benjamin Franklins heran,
„die Ferdinand Kürnberger in seinem geist- und giftsprühenden ‚amerikanischen Kulturbilde‘ als angebliches Glaubensbekenntnis des Yankeetums verhöhnt“,
und erläutert:
„‚Der Amerikamüde‘ (Frankfurt 1855), bekanntlich eine dichterische Paraphrase der amerikanischen Eindrücke Lenau’s. Das Buch wäre als Kunstwerk heute etwas schwer genießbar, aber es ist als Dokument der (heute längst verblaßten) Gegensätze deutschen und amerikanischen Empfindens, man kann auch sagen: jenes Innenlebens, wie es seit der deutschen Mystik des Mittelalters den deutschen Katholiken und Protestanten trotz alledem gemeinsam geblieben ist, gegen puritanisch-kapitalistische Tatkraft schlechthin unübertroffen.“
Theodor W. Adorno fand in Der Amerika-Müde das Motto für den ersten Teil seiner in den USA verfassten Minima Moralia – „Das Leben lebt nicht“ – und verwies bis ins Spätwerk auf Kürnberger:
„Was immer eine Kulturkritik, die den Begriff von Kultur ernst nimmt, durch dessen Konfrontation mit amerikanischen Zuständen seit Tocqueville und Kürnberger gegen jene wird einzuwenden haben, man wird, wenn man sich nicht elitär sperrt, in Amerika der Frage nicht ausweichen können, ob nicht der Begriff der Kultur, in dem man groß geworden ist, selbst veraltete [...].“
Ludwig Wittgenstein verwendete einen Satz aus Kürnbergers erstmals 1873 publiziertem Aufsatz Das Denkmalsetzen in der Opposition als Motto für seinen Tractatus logico-philosophicus:
„… und alles, was man weiß, nicht bloß rauschen und brausen gehört hat, läßt sich in drei Worten sagen.“

## Gedenken

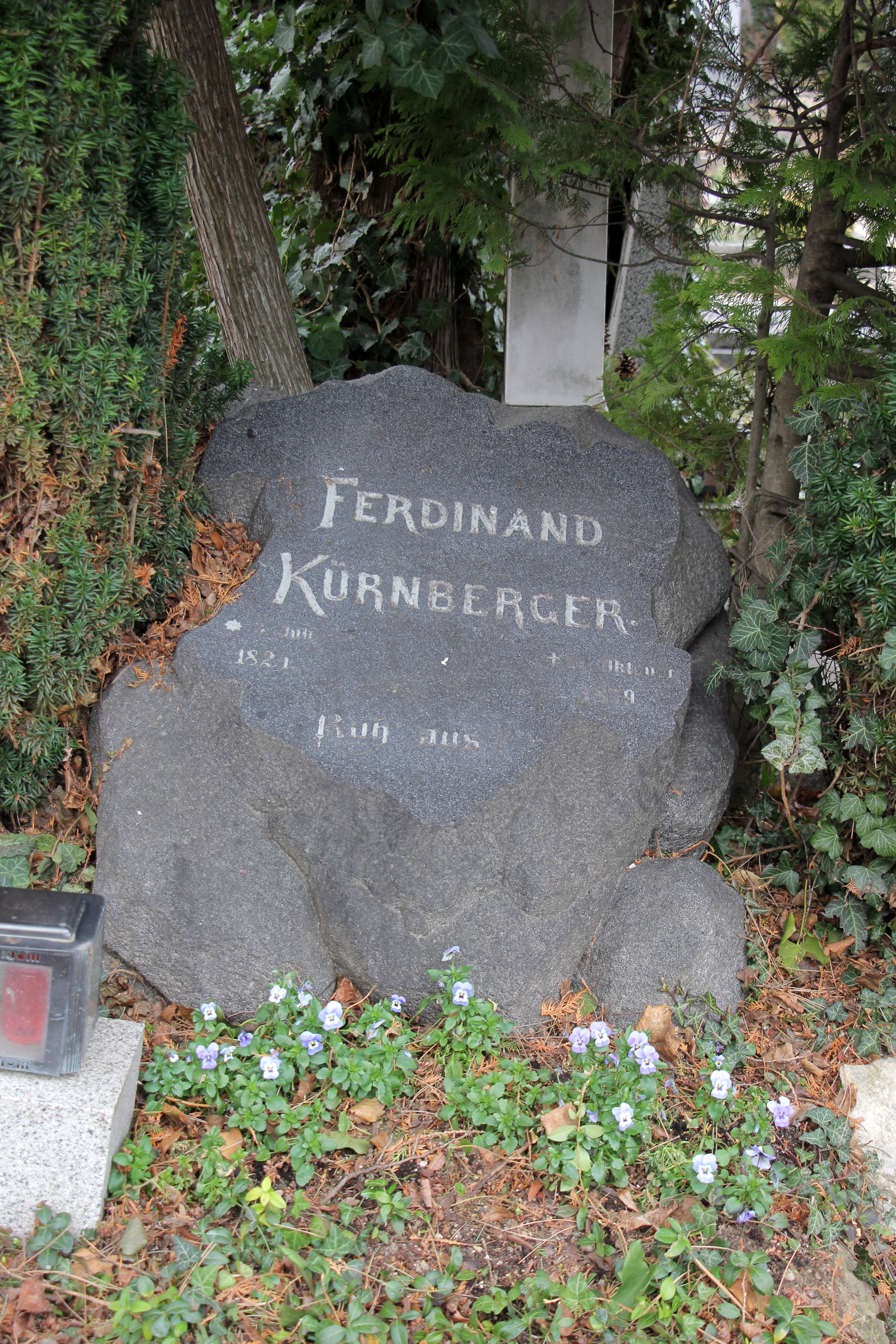
Ehrengrab am Mödlinger Friedhof

Im Jahr 1890 in Mödling sowie im Jahr 1894 in Wien Rudolfsheim-Fünfhaus (15. Bezirk) wurde jeweils eine Gasse nach ihm als Kürnbergergasse benannt.

## Werke
- Der Amerika-Müde, amerikanisches Kulturbild (1855) (Digitalisat und Volltext im Deutschen Textarchiv; bei Google Books)
- Ausgewählte Novellen (1858)
- Geglaubt und vergessen (1866)
- Literarische Herzenssachen. Reflexionen und Kritiken (1877)
- Das Schloß der Frevel (1903)
- Der Drache. In: Deutscher Novellenschatz. Hrsg. von Paul Heyse und Hermann Kurz. Bd. 11. 2. Aufl. Berlin [1910], S. [263]–310. In: Thomas Weitin (Hrsg.): Volldigitalisiertes Korpus. Der Deutsche Novellenschatz. Darmstadt/Konstanz 2016 (Digitalisat und Volltext im Deutschen Textarchiv)